# Sabrina Reghaissia
Sabrina Reghaissia (Amiens, 16 ottobre 1983) è un'ex cestista e allenatrice di pallacanestro francese.
Alta 188 cm, giocava come ala.

## Carriera
Nel 2007 è stata convocata per gli Europei in Italia con la maglia della nazionale della Francia.